# 小豆坂の戦い (1564年)
小豆坂の戦い（あずきざかのたたかい）または馬頭原の戦い（ばとうがはらのたたかい）は、1564年（永禄7年1月3日）に三河国の小豆坂から馬頭原にかけて行われた合戦。松平元康（後の徳川家康）と三河一向一揆勢力との間で戦われた。1542年・1548年の小豆坂の戦いと区別するため第三次小豆坂の戦いとも呼ばれる。

## 背景
浄土真宗（一向宗）は鎌倉時代から矢作川中下流域を中心に三河で勢力を拡大し、特に蓮如によって建立された岡崎の本宗寺をはじめ、安城の本證寺、岡崎の上宮寺は三河三ヶ寺と呼ばれ、100以上の末寺を擁する大勢力となっていた。
一揆の直接的原因は、酒井正親が本證寺に乱入したこととされるが、根本的には松平氏による経済統制に対する反発があった。1563年、菅沼定顕による上宮寺の米の強奪を契機に、僧侶たちが菅沼の城を攻撃。元康の使者も殺害されるなど、緊張が高まった。

## 戦闘の経過

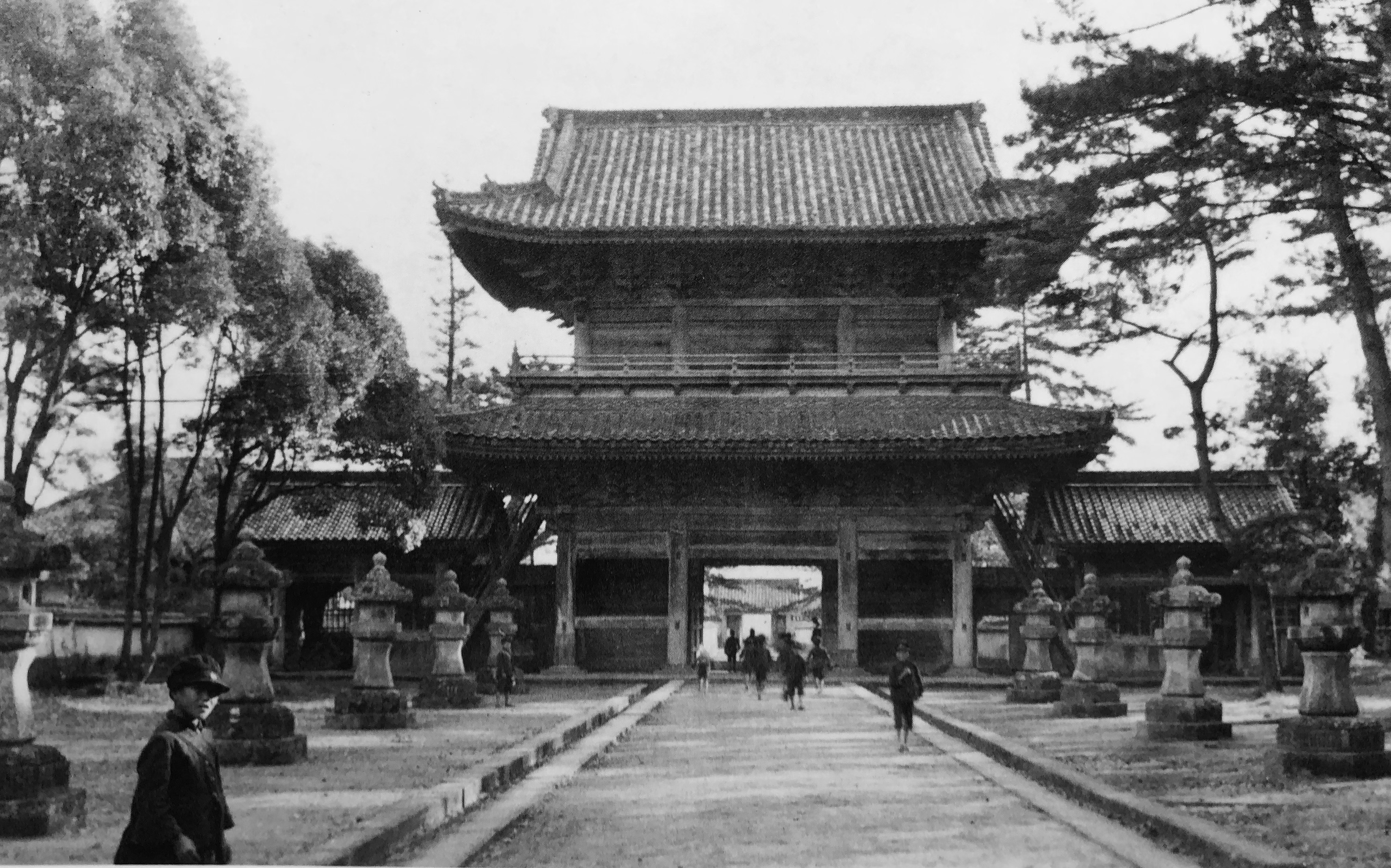
大樹寺の浄土宗は松平氏の庇護を受け、小豆坂で元康を助けた

1564年、土呂、針崎の一揆勢との間で、小豆坂から馬頭原において戦闘が開始された。元康は浄土宗の大樹寺僧兵の支援を得て、一揆勢と対峙した。元康は自ら前線で指揮を執り、甲冑を銃弾で貫かれながらも奮戦。この勇姿を見た一部の一揆方武将が元康側に寝返り、戦局が決した。

## 戦後と影響
戦後も一揆の鎮圧は続いたが、家康は1567年には浄土真宗の布教を再許可している。これは単なる宗教弾圧ではなく、領国支配権をめぐる政治的対立だったことを示唆している。

## 史跡
小豆坂古戦場跡は岡崎市指定史跡として保護されている。

## 歴史的評価
近年の研究では以下の新解釈が提唱されている。
- 1. 家康が意図的に一揆を誘発し、三河支配強化の口実とした可能性[7]
- 2. 宗教的理由よりも経済統制権をめぐる対立が主因だったとする説[3]